# جنیفر یانگ
جنیفر یانگ (انگلیسی: Jennifer Young؛ زادهٔ ۲۱ اوت ۱۹۶۹) تهیه‌کننده، عکاس اهل ایالات متحده آمریکا است.

## فیلمشناسی

### تهیه‌کننده
- آنابل دوست داشتنی